# Pegnitz (flod)
Pegnitz er en flod i Franken i Bayern i Tyskland med en længde på 115 km. Den har sit udspring ved byen Pegnitz i en højde på 425 meter over havet, og møder Rednitz nordvest for Fürth. Derfra kaldes floden Regnitz.

## Byer langs Pegnitz
Fra kilde til udmunding:
- Pegnitz
- Neuhaus an der Pegnitz
- Hersbruck – herfra løber den gennem   Naturpark Fränkische Schweiz-Veldensteiner Forst i regionen Fränkische Schweiz.
- Lauf an der Pegnitz
- Röthenbach an der Pegnitz
- Nürnberg: Indenfor bygrænsen (cirka 14 km) danner floden  flere grene. Flere broer og gangbroer krydser floden, til eksempel hængebroen Kettensteg fra 1824. Vest for Maxbrücke er der en dæmning der danner Wöhrder See.
- Fürth

## Historie
Efter en stor oversvømmelse i februar 1909 førte en opretning af flodlejet til, at floden blev fire kilometer kortere i Nürnberg. Siden 1996 har man arbejdet på at føre floden tilbage til sit naturlige løb.
49°45′30″N 11°32′16″Ø / 49.7582°N 11.5377°Ø